# Renvoi relatif à la Loi sur la Cour suprême
Le Renvoi relatif à la Loi sur la Cour suprême (2014) est une décision de la Cour suprême du Canada concernant l'admissibilité du juge de Cour fédérale Marc Nadon à la Cour suprême en vertu des articles 5 et 6 de la Loi sur la Cour suprême. 

## Contexte factuel
Le juge Nadon est un juge de la Cour fédérale, lequel est un tribunal canadien plutôt que québécois. Le gouvernement de Stephen Harper veut le nommer à l'un des trois postes de juges québécois prévus à l'article 6 de la Loi sur la Cour suprême. Le gouvernement Harper a aussi modifié la Loi sur la Cour suprême pour faciliter la nomination du juge Nadon. 
Bien qu'il soit originaire du Québec et bien qu'il ait été par le passé membre du Barreau du Québec pendant plus de 10 ans, le juge Marc Nadon n'était plus membre du Barreau moment de sa nomination et il n'était pas non plus membre des principaux tribunaux québécois comme la Cour supérieure du Québec ou la Cour d'appel du Québec. Sa nomination est donc contestée par une partie de la communauté juridique. 

## Décision
Au paragraphe 69 et 70 de la décision, la Cour suprême dit que M. Nadon satisfait à l'article 5 de la Loi sur la Cour suprême car il a été membre du Barreau pendant plus de 10 ans. Toutefois, puisqu'il n'est pas membre d'un tribunal québécois, il ne satisfait pas à l'article 6, lequel constitue un compromis historique destiné à protéger les traditions juridiques et les valeurs sociales du Québec. La Cour suprême dit que l'article 6 commande une interprétation plus restrictive puisqu'il concerne le compromis historique.   
L'élément important de cette décision sur le plan constitutionnel est que la Cour suprême du Canada a déclaré aux paragraphes 73-74 que la modification à la Loi sur la Cour suprême apportée par le gouvernement Harper est inconstitutionnelle puisque la composition de la Cour suprême et les autres caractéristiques essentielles de la Cour font partie de la Constitution du Canada. Cela signifie que la nomination de Marc Nadon était invalide ab initio ;  non seulement elle était illégale, mais elle était aussi inconstitutionnelle. 
Pour modifier la composition des juges, il faut utiliser l'article 41 de la Loi constitutionnelle de 1982, ce qui requiert le consentement unanime des deux chambres du Parlement fédéral et de l’assemblée législative de chaque province. Pour modifier les autres caractéristiques essentielles de la Cour, il faut utiliser l'article 42 de la Loi constitutionnelle de 1982, ce qui exige le consentement unanime des deux chambres du Parlement fédéral et de l’assemblée législative de sept provinces représentant au moins 50 % de la population canadienne.